# Voglio danzare con te
Voglio danzare con te (Shall We Dance) è un film del 1937 diretto da Mark Sandrich.
Si tratta del settimo dei dieci film interpretati dalla coppia Fred Astaire-Ginger Rogers, il quarto diretto da Sandrich.

## Trama
Peter P. Peters è un amabile ballerino americano chiamato “Petrov”, che però coltiva e presenta un'immagine pubblica di russo serio, esigente e irascibile, anche se il suo datore di lavoro conosce la verità. Peters balla per una compagnia di balletto di Parigi di proprietà dell'imbranato Jeffrey Baird, uomo che non vuole permettere di fondere il balletto classico con la danza jazz moderna poiché pensa che la combinazione non sia professionale.
Quando Peters vede una foto della famosa ballerina di tip tap Linda Keene, se ne innamora. Riesce a incontrarla, ma la donna non è affatto impressionata. I due si incontrano nuovamente su un transatlantico in viaggio verso New York e pian pianino Linda si affeziona a Petrov. Le loro interazioni scatenano l'interesse di una campagna di tabloid, che lascia intendere che i due siano sposati. A loro insaputa, i loro soci creano una trovata pubblicitaria per “dimostrare” il loro vero matrimonio. Indignata, Linda si fidanza con l'imbranato Jim Montgomery, con grande disappunto sia di Peters che di Arthur Miller, il suo manager.
Peters (che ormai ha rivelato la sua vera identità) e Keene, non riuscendo a smentire il pettegolezzo, decidono di sposarsi davvero e di divorziare immediatamente. Linda inizia a innamorarsi del marito, ma poi lo scopre con un'altra donna, Lady Denise Tarrington, e se ne va prima che lui possa spiegare. Più tardi, quando si reca al suo nuovo spettacolo per consegnarli personalmente i documenti per il divorzio, lo vede ballare con decine di donne, tutte con maschere con il volto di lei: Peters ha deciso che se non può ballare con Linda, ballerà con immagini di Linda. Vedendo che lui la ama davvero, la donna si unisce a lui sul palco.

## Colonna sonora
Le canzoni del film furono composte (musica) da George Gershwin, con parole del fratello Ira Gershwin, tra cui la famosa They Can't Take That Away from Me, che fu candidata all'Oscar per l'anno 1937.
Altri brani musicali sono Cuban Overture, Hoctor's Ballet (scritta per la ballerina Harriet Hoctor), Let's Call the Whole Thing Off, Slap That Bass, Walking the Dog e They All Laughed.

## Produzione
Prodotto dalla RKO Radio Pictures (con il nome RKO Radio Pictures Inc.)

## Distribuzione
Il film fu distribuito dalla RKO Radio Pictures (con il nome RKO Radio Pictures Inc.)

### Date di uscita
IMDb
- USA, 7 maggio 1937
- USA, 13 maggio 1937 (New York City, New York)
- Finlandia, 15 agosto 1937
- Danimarca, 18 settembre 1937
- Francia, 22 settembre 1937
- Giappone, 1º ottobre 1937
- Portogallo, 7 ottobre 1937
- Paesi Bassi, 11 novembre 1937
- Italia, 2 giugno 1938

Alias
- Shall We Dance, USA (titolo originale)
- As horepsoume, Grecia
- Darf ich bitten, Austria
- De dans naar het geluk, Paesi Bassi
- Geef me 'n kans, Paesi Bassi (titolo poster)
- L'Entreprenant Mr. Petroff, Belgio (titolo francese)
- L'Entreprenant Mr. Petrov, Francia
- Ritme boig, Spagna (titolo in catalano)
- Ritmo loco, Spagna
- Saanko luvan 	Finlandia
- Skal vi danse, Danimarca
- Skal vi danse?, Norvegia
- Stepping Toes, USA (titolo di lavorazione)
- Tanz mit mir, Germania
- Voglio danzar con te, Italia
- Watch Your Step, USA (titolo di lavorazione)